# Liste der Baudenkmale in Klein Bünzow
In der Liste der Baudenkmale in Klein Bünzow sind alle denkmalgeschützten Bauten der Gemeinde Klein Bünzow (Mecklenburg-Vorpommern) und ihrer Ortsteile aufgelistet. Grundlage ist die Veröffentlichung der Denkmalliste des Landkreises Ostvorpommern mit dem Stand vom 30. Dezember 1996.

## Baudenkmale nach Ortsteilen

### Klein Bünzow
| ID | Lage           | Bezeichnung                                                                    | Beschreibung | Bild                     |
| -- | -------------- | ------------------------------------------------------------------------------ | --- | ------------------------ |
|    | (Karte)        | Bahnhofsempfangsgebäude mit Lagerhallenanbau, Bahnhofsvorplatz mit Pflasterung | | Weitere Bilder           |
|    | (Karte)        | Friedhof, Kriegerdenkmal                                                       | | Friedhof, Kriegerdenkmal |
|    | (Karte)        | Höhenmarke an Kirche                                                           | |                          |
|    |                | Kirche                                                                         | Die Saalkirche wurde vermutlich im 13. Jahrhundert aus Feldsteinen errichtet. In dem hell hellen verputzten Gebäude befinden sich ein Kanzelaltar aus dem Anfang des 18. Jahrhunderts, der mit einem Bandelwerk verziert ist. | Kirche                   |
|    | Nr. 34 (Karte) | ehem. Gaststätte                                                               | |                          |

### Groß Bünzow
| ID | Lage           | Bezeichnung                                     | Beschreibung | Bild                                            |
| -- | -------------- | ----------------------------------------------- | ------------ | ----------------------------------------------- |
|    | (Karte)        | Friedhof, Glockenstuhl, historische Grabzeichen |              | Friedhof, Glockenstuhl, historische Grabzeichen |
|    | (Karte)        | Kirche                                          |              | Kirche                                          |
|    | Nr. 10 (Karte) | Gutshaus                                        |              |                                                 |
|    | Nr. 22 (Karte) | ehem. Pfarrgehöft, linker Stallspeicher         |              |                                                 |

### Klitschendorf
| ID | Lage                            | Bezeichnung                                        | Beschreibung | Bild |
| -- | ------------------------------- | -------------------------------------------------- | ------------ | ---- |
|    | Gutsanlage mit Gutshaus (Karte) | Park mit Obstbaumgarten und Umfassungsmauer        |              |      |
|    | Nr. 3 (Karte)                   | Siedlergehöft mit Wohnhaus, Stallspeicher, Scheune |              |      |

### Ramitzow
| ID | Lage            | Bezeichnung   | Beschreibung                                                                  | Bild     |
| -- | --------------- | ------------- | ----------------------------------------------------------------------------- | -------- |
|    | (Karte)         | Gutshaus      | 1-gesch. Putzbau von um 1840 mit Krüppelwalm als Verwalterhaus des Vorwerkes. | Gutshaus |
|    | Nr. 16a (Karte) | ehem. Schule  |                                                                               |          |
|    | Nr. 28 (Karte)  | Stallspeicher |                                                                               |          |

### Salchow
| ID | Lage    | Bezeichnung                   | Beschreibung                                                     | Bild |
| -- | ------- | ----------------------------- | ---------------------------------------------------------------- | ---- |
|    | (Karte) | Gutsanlage mit Gutshaus, Park | Sanierter, 1-gesch., 11/12-achs Putzbau mit 2-gesch Zwerchgiebel |      |